# Liste der Museen im Landkreis Dillingen an der Donau
Die Liste der Museen im Landkreis Dillingen an der Donau gibt einen Überblick über aktuelle und ehemalige Museen im Landkreis Dillingen an der Donau in Bayern.

## Aktuelle Museen
| Gemeinde                  | Name                                 | Kurzbeschreibung | gegründet/ eröffnet | Träger                                       | Standort                                    | Bild           | Link |
| ------------------------- | ------------------------------------ | --- | ------------------- | -------------------------------------------- | ------------------------------------------- | -------------- | ---- |
| Blindheim                 | Heimathaus Blindheim                 | Im denkmalgeschützten Bauernhaus mit Scheune aus dem 17. Jahrhundert sind Einrichtungsgegenstände und bäuerliche Geräte sowie Relikte der Schlacht bei Blindheim im Jahr 1704 zu sehen.                                        | 1998                | Heimatverein Blindheim                       | Ehemaliger Zillenbauernhof                  |                |      |
| Dillingen an der Donau    | Feuerwehrmuseum                      | Das Museum zeigt historische Fahrzeuge der Dillinger Feuerwehr und weitere Exponate mit Bezug zur Stadtgeschichte. | 1981                | Freiwillige Feuerwehr Dillingen a.d.Donau    | Feuerwehrgerätehaus                         |                |      |
| Dillingen an der Donau    | Stadt- und Hochstiftmuseum           | Das Museum veranschaulicht die Stadt- und Regionalgeschichte sowie die Bedeutung der Stadt innerhalb des Hochstifts Augsburg und erinnert an bedeutende Dillinger Persönlichkeiten.                                            | 1889                | Stadt Dillingen a.d.Donau                    | Unteres Stiftshaus und Angerer-Haus         | weitere Bilder |      |
| Gundelfingen an der Donau | Automobil-Veteranen-Salon            | In privaten Räumen sind Autos und Motorräder sowie Traktoren und LKWs ausgestellt. |                     | Privat                                       | !548.5469215510.3526985 48.546921 10.352698 |                |      |
| Gundelfingen an der Donau | Heimatkundliche Sammlungen Walkmühle | Im Obergeschoss des Kulturzentrums Walkmühle sind die Museumsräume mit Bauernstube, Magdkammer und der Ausstellung Omas Küche zu sehen.                                                                                        | 1994                | Stadt Gundelfingen a.d.Donau                 | Ehemalige Walkmühle                         |                |      |
| Gundelfingen an der Donau | Sudetendeutsches Museum              | Das Museum zeigt Exponate zu Kultur und Brauchtum der Sudetendeutschen, darunter Handarbeiten, Kunst und Gebrauchsgegenstände sowie Bücher, Dokumente und Bilder.                                                              | 2007                |                                              | !548.5532285510.3678675 48.553228 10.367867 |                |      |
| Höchstädt an der Donau    | Heimatmuseum Höchstädt               | Das Museum zeigt Exponate zur Ortsgeschichte, Volkskunst, Handwerk und Landwirtschaft sowie ein handgearbeitetes Zinnfiguren-Diorama der Schlacht bei Höchstädt im Jahr 1704.                                                  | 1908                | Stadt Höchstädt a.d.Donau                    | Ehemaliges Rathaus                          | weitere Bilder |      |
| Höchstädt an der Donau    | Museum Deutscher Fayencen            | Die Ausstellung Über den Tellerrand ... informiert über Geschichte und Technik der Fayence und zeigt Produkte deutscher Fayencemanufakturen aus dem 17. und 18. Jahrhundert.                                                   | 29. Apr. 2010       | Bayerische Schlösserverwaltung               | Schloss Höchstädt                           | weitere Bilder |      |
| Lauingen (Donau)          | Heimathaus                           | Im ehemaligen Prioratsgebäude des Klosters befindet sich das Heimathaus mit einer Sammlung zur Ur- und Frühgeschichte, Stadtgeschichte, Volkskunst und Brauchtum sowie bäuerlicher und handwerklicher Geräte.                  | 1783                | Stadt Lauingen (Donau)                       | Ehemaliges St.-Agnes-Kloster                |                |      |
| Lauingen (Donau)          | Heinz Piontek Museum                 | Das Museum ist dem Leben und Wirken des Schriftstellers Heinz Piontek gewidmet. Es zeigt neben Werk- und Einzelausgaben seiner Literatur und Lyrik auch Teile seiner Privatbibliothek sowie Dokumente, Briefe und Fotografien. | 15. Nov. 2013       | Heinz Piontek-Archiv/Museum gemeinnützige UG | !548.5719235510.4295665 48.571923 10.429566 |                |      |
| Wertingen                 | Heimatmuseum der Stadt Wertingen     | Im Zeitstrahl Wertingen veranschaulichen ausgewählte Objekte die Stadtgeschichte. In verschiedenen Räumen des als Rathaus genutzten Schlosses ist eine regionalgeschichtliche und heimatkundliche Sammlung zu sehen.           | nach 1920           | Stadt Wertingen                              | Schloss Wertingen                           |                |      |
| Wertingen                 | Radio- und Telefonmuseum Wertingen   | Das Museum zeigt rund 600 Röhrenradios und Musikabspielgeräte sowie Ausstellungsstücke zur Telefongeschichte. Bei Veranstaltungen wird der museumseigene Radiosender auf Mittelwelle 801 kHz in Betrieb genommen.              | 2012                | Stadt Wertingen                              | Ehemalige Berufsschule                      |                |      |
| Wertingen                 | Schwäbisches Ofenmuseum              | Die private Sammlung umfasst rund 165 gusseiserne Öfen aus drei Jahrhunderten sowie Dokumente zu Herstellern, Herstellungstechnik und Vertrieb.                                                                                | 14. Juni 2008       | Privat                                       | Firmengelände Holz Denzel                   |                |      |
| Wertingen                 | Städtische Kunstgalerie              | In der städtischen Sammlung befinden sich überwiegend Werke zeitgenössischer Künstler aus der Region. In der Artothek können Kunstwerke ausgeliehen werden.                                                                    | 1986                | Stadt Wertingen                              | Ehemaliges Amtsgerichtsgebäude              |                |      |

## Ehemalige Museen
| Gemeinde               | Name                                  | Kurzbeschreibung | gegründet/ eröffnet | geschlossen/ aufgelöst | Träger                                             | Standort | Bild | Link |
| ---------------------- | ------------------------------------- | --- | ------------------- | ---------------------- | -------------------------------------------------- | -------- | ---- | ---- |
| Dillingen an der Donau | Naturhistorisches Museum der Akademie | Die naturhistorische Sammlung in verschiedenen Räumen der Akademie ist für die Öffentlichkeit nicht mehr zugänglich. | 1757                | vor 2021               | Akademie für Lehrerfortbildung und Personalführung |          |      |      |